# Ваган (село)
Вага́н (арм. Վահան) — село в Армении, в Гехаркуникской области. Со времен Первой карабахской войны, село охраняет армяно-азербайджанскую границу.

## География
Расположено в верховье реки Гетик в 130 км от Еревана, в 75 км к северо-востоку от областного центра (город Гавар) и в 5 км к юго-востоку от Чамбарака, на высоте 1925 м над уровнем моря.

## История
Село основано в 1925 году и имело первоначальное название Рубенакерт. В 1953 году было переименовано в село Орджоникидзе. Местные жители также называли его Джрдханом. 3 апреля 1991 года село было переименовано в Ваган из-за своего расположения на границе с Азербайджаном, так как «ваган» (арм. վահան) по-армянски означает «щит».

## Население
| Год         | 1926 | 1939 | 1959 | 1970 | 1979 | 1989 | 2001 | 2004 |
| ----------- | ---- | ---- | ---- | ---- | ---- | ---- | ---- | ---- |
| Численность | 679  | 1032 | 1591 | 1433 | 1342 | 1269 | 1181 | 1213 |

## Экономика
Население занимается животноводством, выращиванием картофеля, зерновых и кормовых культур.

## Памятники истории и культуры
В восточной части села есть захоронения 2—1 тыс. до н. э., крепость 1 тыс. до н. э., кладбище X—XIII веков, хачкары X—XVII веков.